# Wisłoujście

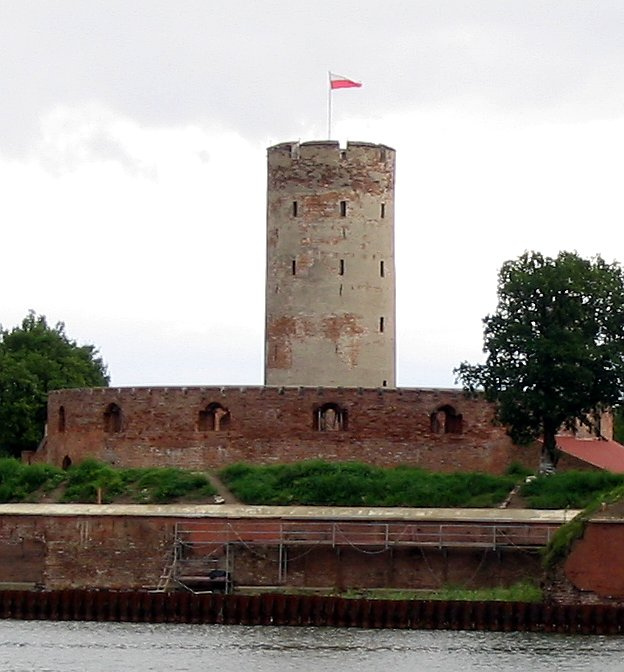
Twierdza Wisłoujście

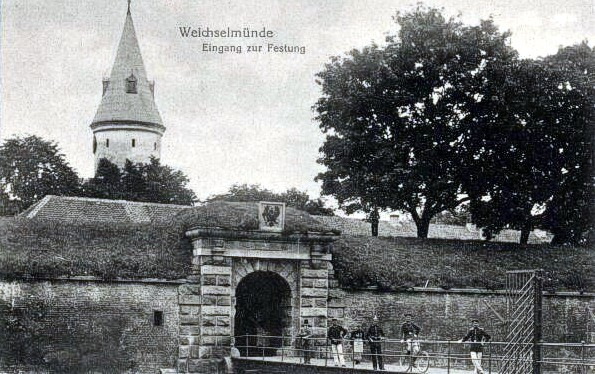
Twierdza Wisłoujście, ok. 1900

Wisłoujście (kaszb. Minda, niem. Weichselmünde, dawniej Münde) – niezamieszkany obszar przemysłowy w Gdańsku, wchodzący w skład osiedla administracyjnego Przeróbka, na Wyspie Portowej, nad Martwą Wisłą. Znajduje się tu zachowana zabytkowa Twierdza Wisłoujście.

## Położenie
Wisłoujście położone jest w północnej części Wyspy Portowej, pomiędzy Zatoką Gdańską i Martwą Wisłą, nieopodal jej ostatniego zakola zwanego Zakrętem Pięciu Gwizdków.
Od północy Wisłoujście graniczy z Westerplatte, od wschodu z Portem Północnym i Sączkami, od południa z Przeróbką.

## Historia

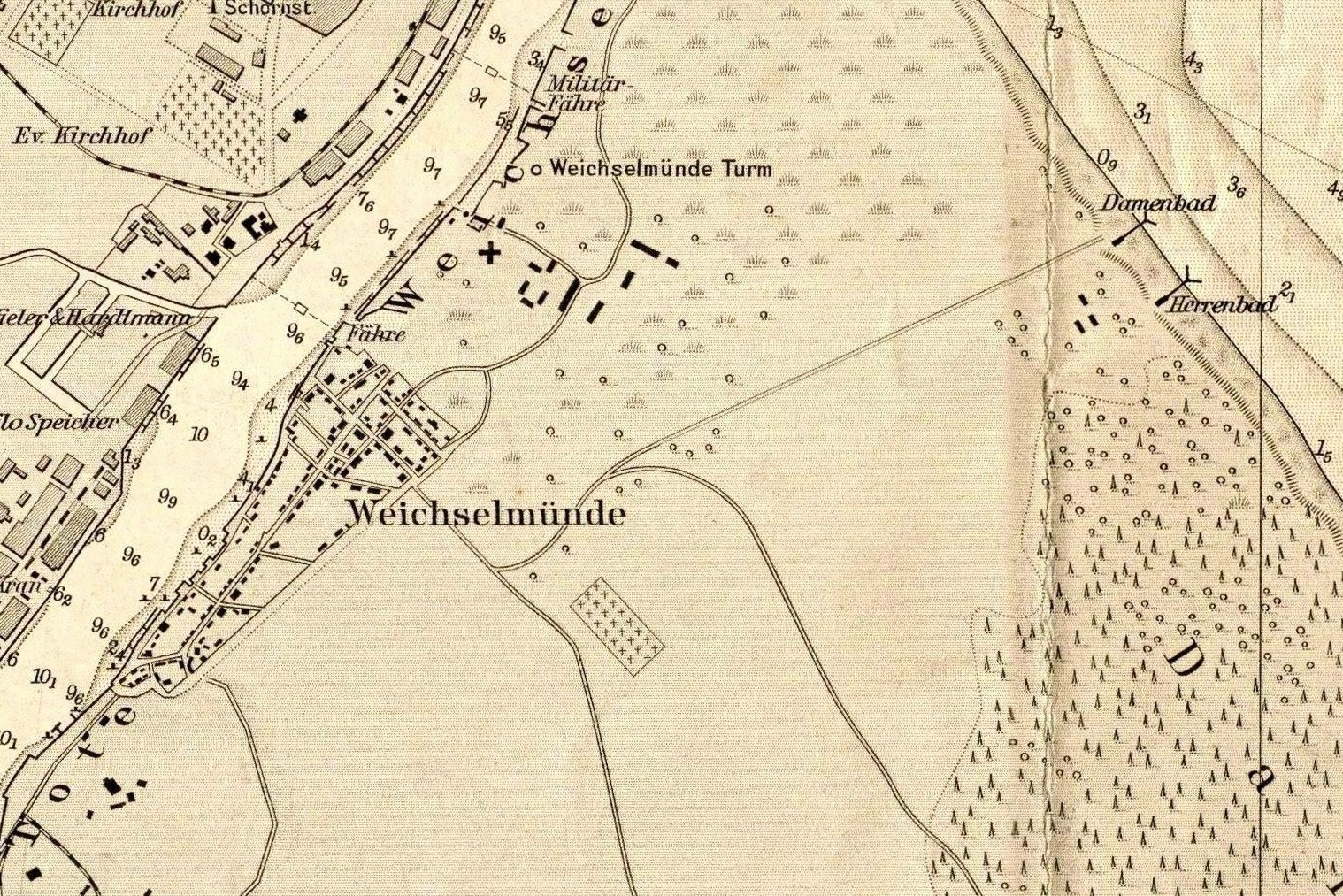
Wisłoujście na mapie z 1909

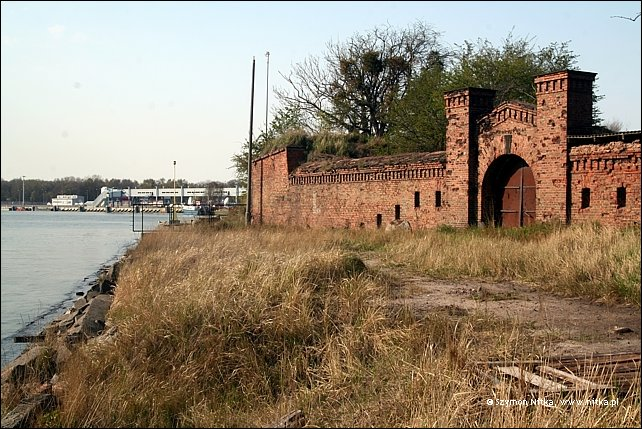
Szaniec Mewi

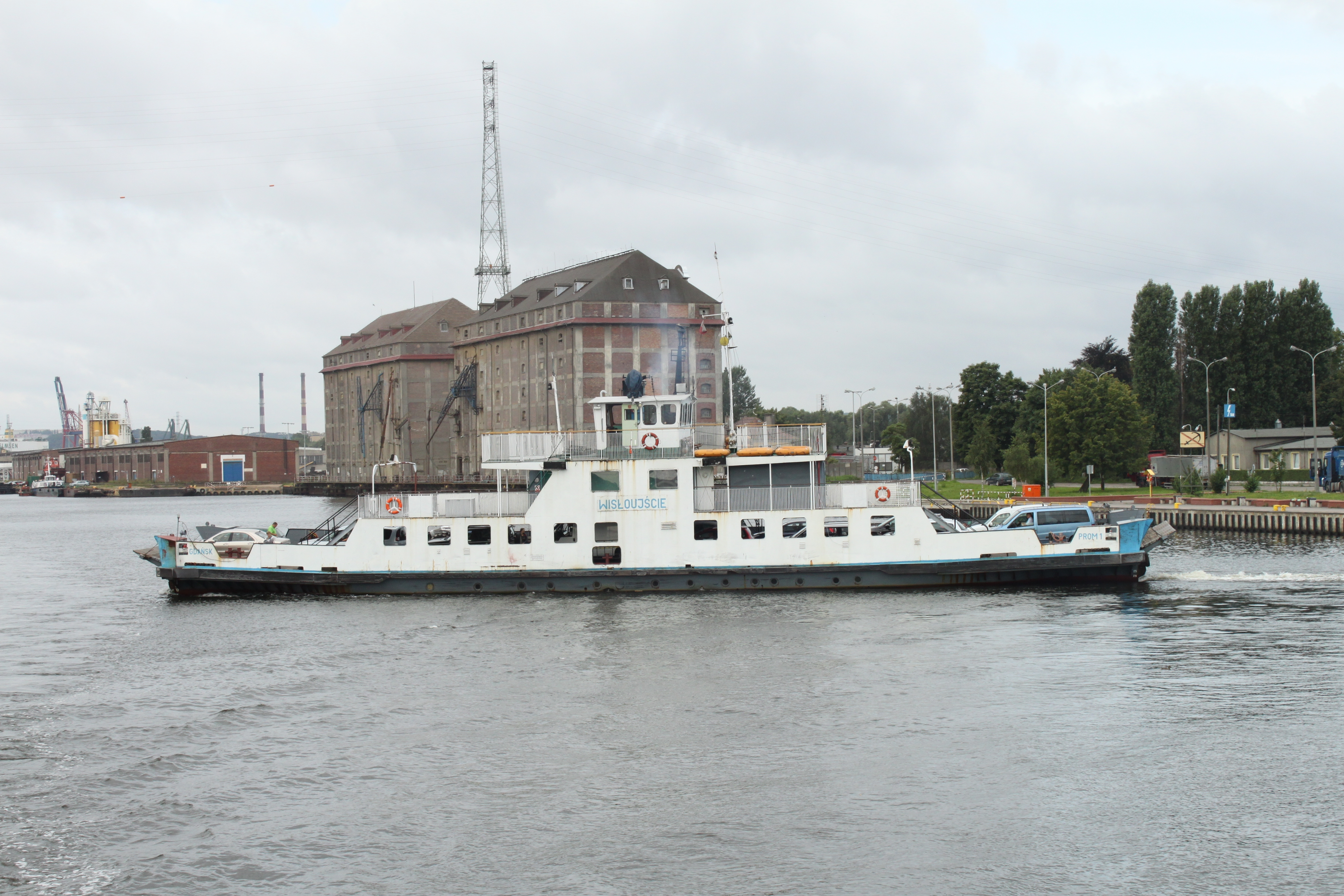
Nieistniejąca już przeprawa promowa Wisłoujście - Nowy Port

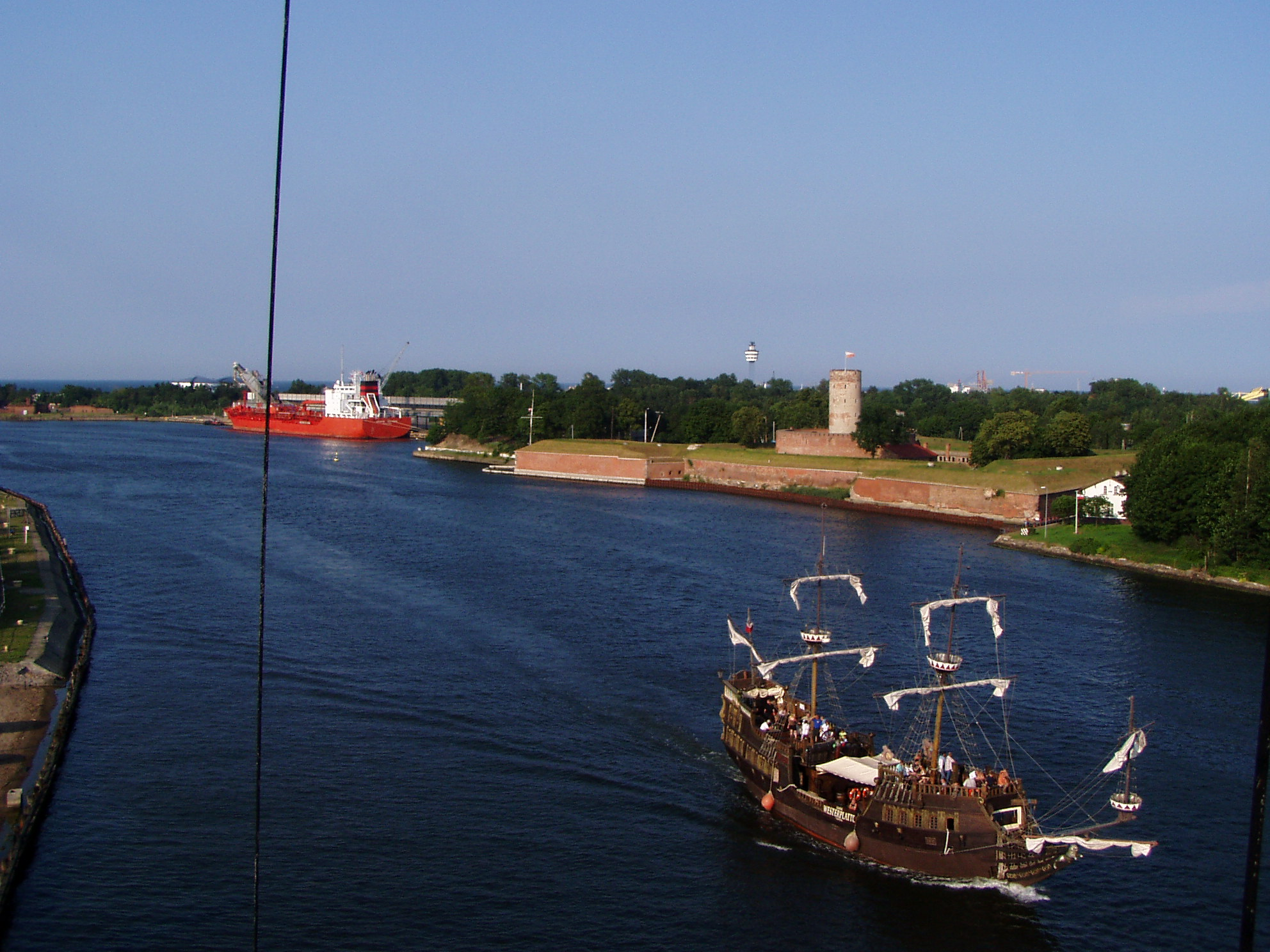
Twierdza Wisłoujście, w głębi nabrzeże Siarkopolu, po lewej Zakręt Pięciu Gwizdków.

Dawna wieś rybacka z drugiej poł. XIV wieku; w końcu XIV wieku strażnica krzyżacka (blokhauz). Wieś należąca do Mierzei Wiślanej terytorium miasta Gdańska położona była w drugiej połowie XVI wieku w województwie pomorskim. Gdy 26 maja 1807 Francuzi zdobyli Gdańsk (zob. oblężenie Gdańska), w bitwie o miasto zasłużyły się oddziały polskie, które pod Wisłoujściem odrzuciły desant nieprzyjaciela.
W połowie kwietnia 1829, podczas jednej z największych powodzi w historii Gdańska, nadmiar wody z Wisły po przebiciu wału 
spłynął do morza, zabierając po drodze prawie wszystkie domy liczącej 200 mieszkańców wioski Wisłoujście.
W 1905 na obszarze Wisłoujścia mieszkało 1467 mieszkańców. W 1914 tereny Wisłoujścia zostały włączone w granice administracyjne Gdańska.
Po II wojnie światowej, gdy zapadła decyzja o budowie obiektów Siarkopolu, wysiedlono mieszkańców Wisłoujścia. Obszar pełni obecnie funkcje portowo-przemysłowe i należy do okręgu historycznego Port. Do degradacji osiedla przyczyniły się umiejscowione tu zakłady Siarkopolu i G.Z.N.F. - Gdańskie Zakłady Nawozów Fosforowych Fosfory Sp. z o.o.

## Transport
Połączenie z Śródmieściem umożliwiają autobusy komunikacji miejskiej linie 106, 138 i 606. Połączenie z Nowym Portem do 31 maja 2016 zapewniała przeprawa promowa przez Martwą Wisłę, utrzymywana pierwotnie przez Zarząd Morskiego Portu Gdańsk, a po jego rezygnacji w związku z comiesięcznym deficytem w wysokości ponad 30 tysięcy zł, od 1 maja 2012 obsługę przejęło Miasto Gdańsk. Przeprawa funkcjonowała w godzinach 6.00-19.00. Dodatkowo od 2012 roku, od początku czerwca do końca sierpnia prom funkcjonował również w weekendy w godzinach 10.00 - 18.00. W 2012 przeprawa pasażera pieszego kosztowała 2 zł, rowerzysty 3 zł, pojazdu o masie do 550 kg 4 zł, a pojazdu o masie do 3,5 t - 6 zł. Prom przewoził dziennie nawet 2 tysiące pasażerów.
Oddany do użytku w 2016 roku Tunel pod Martwą Wisłą ma swój wschodni wlot na terenie Wisłoujścia i łączy Trasę Słowackiego z Trasą Sucharskiego.

## Obiekty
- Twierdza Wisłoujście (oddział Muzeum Gdańska)
- Komisariat Wodny Policji
- Polski Klub Morski